# Paratelesto
Paratelesto is een geslacht van koralen uit de familie van de Clavulariidae.

## Soorten
- Paratelesto kinoshitai Utinomi, 1958
- Paratelesto rosea Utinomi, 1958